# Black Mask (film)
Pour les articles homonymes, voir Black Mask.
Série
Black Mask 2: City of Masks
(2002)
Pour plus de détails, voir Fiche technique et Distribution.
Black Mask (Hak hap) ou Le Masque noir est un film hong-kongais réalisé par Daniel Lee, produit par Tsui Hark et sorti en 1996.
Le film est une adaptation du manhua Black Mask de 1992 de Li Chi-Tak. En 2002, il a été suivi d'une suite, Black Mask 2 : City of Masks avec Andy On.
En hommage au Green Hornet, Black Mask porte un masque de domino et une casquette de chauffeur dans le même style que Kato (joué par Bruce Lee) de la série télévisée. Le Masque Noir est même comparé à Kato dans une scène du film.

## Synopsis
Tsui Chik (ou Simon dans la version américaine) tente de mener une vie tranquille de bibliothécaire. Cependant, il s'agit en réalité d'un ancien sujet de test pour un projet de super-soldat très secret et de l'instructeur d'une unité commando spéciale baptisée "701". L'escouade 701 est utilisée pour de nombreuses missions gouvernementales, mais après qu'un des agents ait tué une équipe de policiers dans une rage incontrôlable, le gouvernement décide d'abandonner le projet et d'éliminer tous les sujets. Tsui Chik a aidé les agents survivants à fuir la tentative d'extermination. Après s'être échappé, Tsui Chik s'est séparé de son équipe et a vécu à Hong Kong. Plus tard dans la nuit, il découvre que le reste de l'équipe était responsable d'une vague de crimes violents qui dépassait les capacités de la police locale. Il entreprend de s'en débarrasser, enfilant un masque et un chapeau en utilisant le pseudonyme de super-héros de The Black Mask. Ayant perdu la capacité de ressentir la douleur à cause de l'opération chirurgicale pratiquée sur les super-soldats par l'armée, Black Mask est presque invulnérable.

## Fiche technique
- Titre : Black Mask
- Titre original : 黑俠 (Hak hap)
- Réalisation : Daniel Lee
- Scénario : Tsui Hark, Koan Hui, Teddy Chan, Joe Ma, Ann Hui et Pang Chi-ming
- Production : Charles Heung, Tiffany Chen et Tsui Hark
- Musique : Tree Adams, Teddy Robin Kwan, DJ Revolution et Ben Vaughn
- Photographie : Tony Cheung et Tung Cheung Leung
- Montage : Cheung Ka-fai, Ettie M. Feldman et Cheung Tai-ka
- Décors : Bill Lui et Eddie Ma
- Costumes : William Fung et Mabel Kwan
- Pays d'origine : Hong Kong
- Format : Couleurs - 1,85:1 - Dolby Surround - 35 mm
- Genre : Action, science-fiction
- Durée : 99 minutes
- Date de sortie : 9 novembre 1996 (Hong Kong)
- Effets spéciaux: Cheung Hi-Li

## Distribution
- Jet Li (VF : Bruno Dubernat ; VQ : Gilbert Lachance) : Tsui Chik / Black Mask
- Lau Ching-wan (VF : Éric Etcheverry ; VQ : François L'Écuyer) : Inspecteur 'Rock' Shek
- Karen Mok (VF : Déborah Perret ; VQ : Violette Chauveau) : Tracy Lee
- Françoise Yip (VQ : Élise Bertrand) : Yuek-Lan
- Kong Lung (VQ : Éric Gaudry) : Commandant Hung
- Anthony Wong : King Kau
- Xiong Xin-xin : Jimmy Jimmy
- Ellis Winston : Membre de l'unité 701
- Mike Lambert : Membre de l'unité 701
- Moses Chan : Membre de l'unité 701
- Russ Price : Rocket
- Chung King-fai (VQ : Luis de Cespedes) : Commissaire de police

## Récompenses
- Nomination au prix des meilleures chorégraphies (Yuen Woo-ping), meilleure direction artistique (Eddie Ma et Bill Lui) et meilleurs costumes et maquillages (William Fung et Mabel Kwan), lors des Hong Kong Film Awards 1997.

## Autour du film
- À noter que Karen Mok qui interprète le personnage de Tracy dans le film chante également la chanson de fin 比夜更黑 (Plus noir que la nuit).
- Il existe plusieurs versions du film, aux États-Unis la version du long métrage a été fortement retouchée, avec des scènes coupées et une bande son totalement refaite remplaçant l'originale par du hip-hop. À Hong Kong il existe deux versions, une première censurée moins violente et une autre non censurée. La version Taïwanaise a environ 1 minute et 40 secondes de film en plus. La version française de Black Mask quant à elle est totalement fidèle à l'originale non censurée.